# 노이하우젠역
노이하우젠역(독일어: Neuhausen)은 스위스 샤프하우젠주의 노이하우젠 암 라인폴(Neuhausen am Rheinfall)에 있는 기차역이다.

## 위치
이 역은 라인팔선과 에글리자우에서 노이하우젠선이 만나는 지점에 있으며, 취리히 S-반 S9, S12, S24, S33 노선과 샤프하우젠 S-반 노선이 운행된다.
노이하우젠역은 노이하우젠에 있는 세 개의 역 중 하나이며, 나머지 두 개는 노이하우젠 바디셔역과 노이하우젠 라인팔역이다. 노이하우젠 바디셔역은 서쪽으로 약 1km 떨어져 있으며 노이하우젠 파인팔역은 남서쪽으로 750m 떨어져 있다.

## 국경
2010년 12월까지 취리히 방향의 다음 역은 스위스 국경과 가까운 독일 예슈테튼의 일부인 알텐부르크에 위치한 알텐부르크-라이나우였다. 그러나 독일 당국의 항의에도 불구하고, 스위스는 승객수가 적어 역을 폐쇄했다.
2015년 12월 노이하우젠 라인팔역이 개통될 때까지 노이하우젠역은 세관 목적의 국경역이었다. 세관 검사는 기차와 노이하우젠역에서 스위스 공무원이 수행할 수 있다. 스위스가 2008년 솅겐 지역에 합류하면서 체계적인 여권 심사가 폐지되었다.

## 열차 충돌
2013년 1월 10일 목요일 CET 8:47에 역에서 약 250m 떨어진 빈터투어-샤프하우젠선에서 열차 충돌이 발생했다. S33과 S11 두 대의 열차가 정면으로 충돌하면서 탈선했다. 26명의 부상이 있었다. 9명은 병원으로 후송됐지만, 큰 부상은 없었다. 입원한 사람 중에는 운전기사 2명도 포함됐다.